# ويليام روبرتسون (لاعب كرة قدم)
ويليام روبرتسون (بالإنجليزية: William Robertson)‏ (1 يناير 1873 في المملكة المتحدة - ) هو مدرب كرة قدم ولاعب كرة قدم بريطاني (وحمل سابقاً جنسية المملكة المتحدة لبريطانيا العظمى وأيرلندا) في مركز مهاجم داخلي. لعب مع برمنغهام سيتي ونادي بريستول روفيرز وAbercorn F.C. ‏.